# 御幸山
御幸山（みゆきやま）は、愛知県名古屋市天白区の地名。丁番を持たない単独町名である。住居表示未実施。

## 地理
名古屋市天白区北西部に位置する。西は音聞山、南は元八事三丁目・元八事四丁目、北は天白町八事、北東は八幡山に接する。

## 歴史

### 町名の由来
旧字御幸山に由来する。御幸は行幸の意であり、当地には明治天皇および大正天皇の御野立所があり、その記念として命名されたものである。

### 沿革
- 1982年（昭和57年）7月11日 - 天白区天白町大字八事の一部により、同区御幸山として成立[1]。

## 世帯数と人口
2019年（平成31年）1月1日現在の世帯数と人口は以下の通りである。
| 町丁   | 世帯数  | 人口    |
| ------ | ------- | ------- |
| 御幸山 | 661世帯 | 1,462人 |

### 人口の変遷
国勢調査による人口の推移
| 2000年（平成12年） | 1,389人 | [ WEB 6 ] |  |
| 2005年（平成17年） | 1,398人 | [ WEB 7 ] |  |
| 2010年（平成22年） | 1,498人 | [ WEB 8 ] |  |
| 2015年（平成27年） | 1,517人 | [ WEB 9 ] |  |

## 学区
市立小・中学校に通う場合、学校等は以下の通りとなる。また、公立高等学校に通う場合の学区は以下の通りとなる。なお、小学校は学校選択制度を導入しておらず、番毎で各学校に指定されている。
| 小学校                                      | 中学校                 | 高等学校 |
| ------------------------------------------- | ---------------------- | -------- |
| 名古屋市立八事東小学校 名古屋市立表山小学校 | 名古屋市立御幸山中学校 | 尾張学区 |

## 施設
- 塩竈神社[2]
- 八事神社[2]
- 名古屋市立御幸山中学校[2]
- 御幸山北公園

1974年（昭和49年）6月25日供用開始。
- 御幸山公園

1973年（昭和48年）8月20日供用開始。
- 御幸山西公園

1980年（昭和55年）4月1日供用開始。
- 御幸山東公園

1981年（昭和56年）4月1日供用開始。
- 八事御岳神社

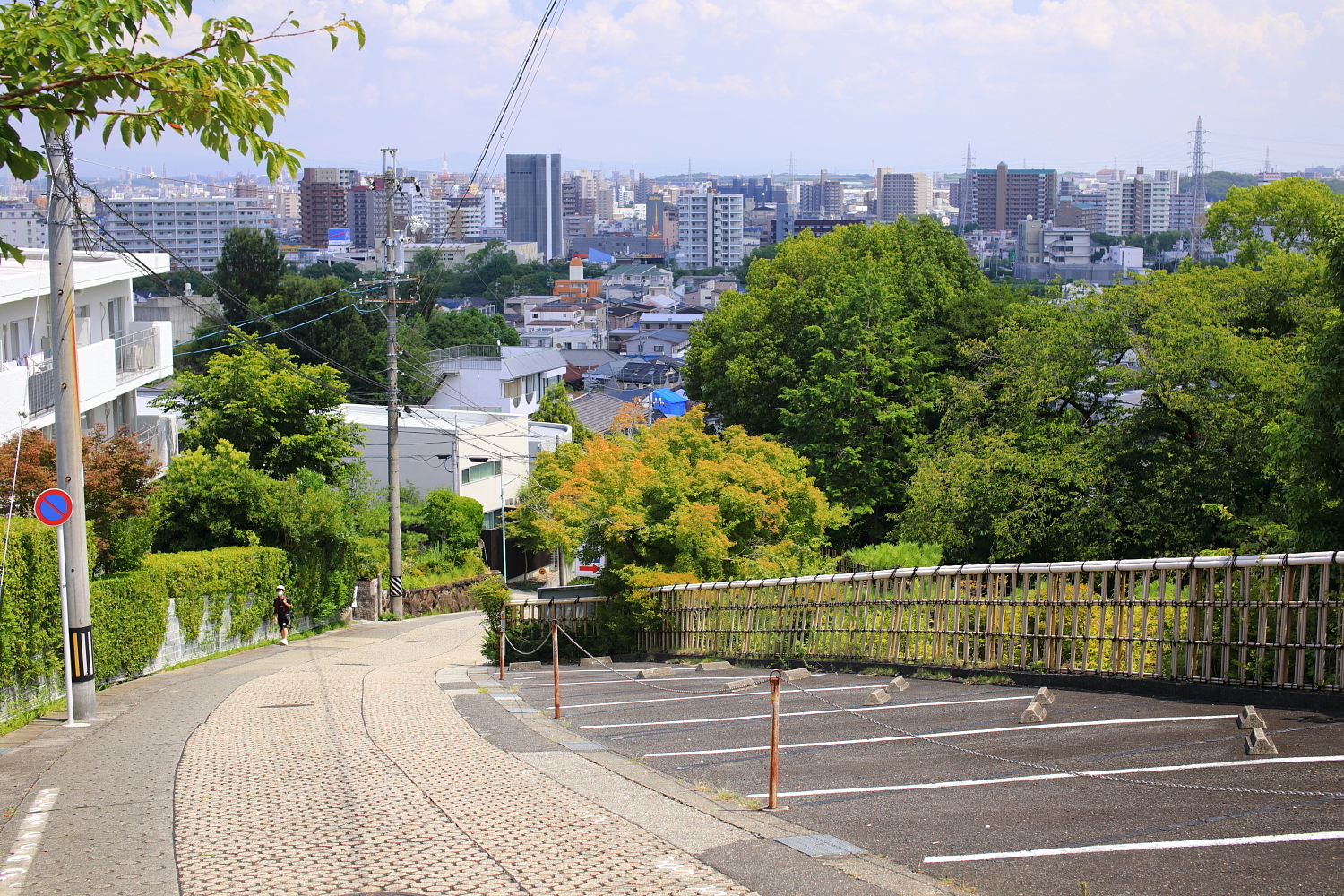
御幸山からの眺望 （2021年（令和3年）7月）
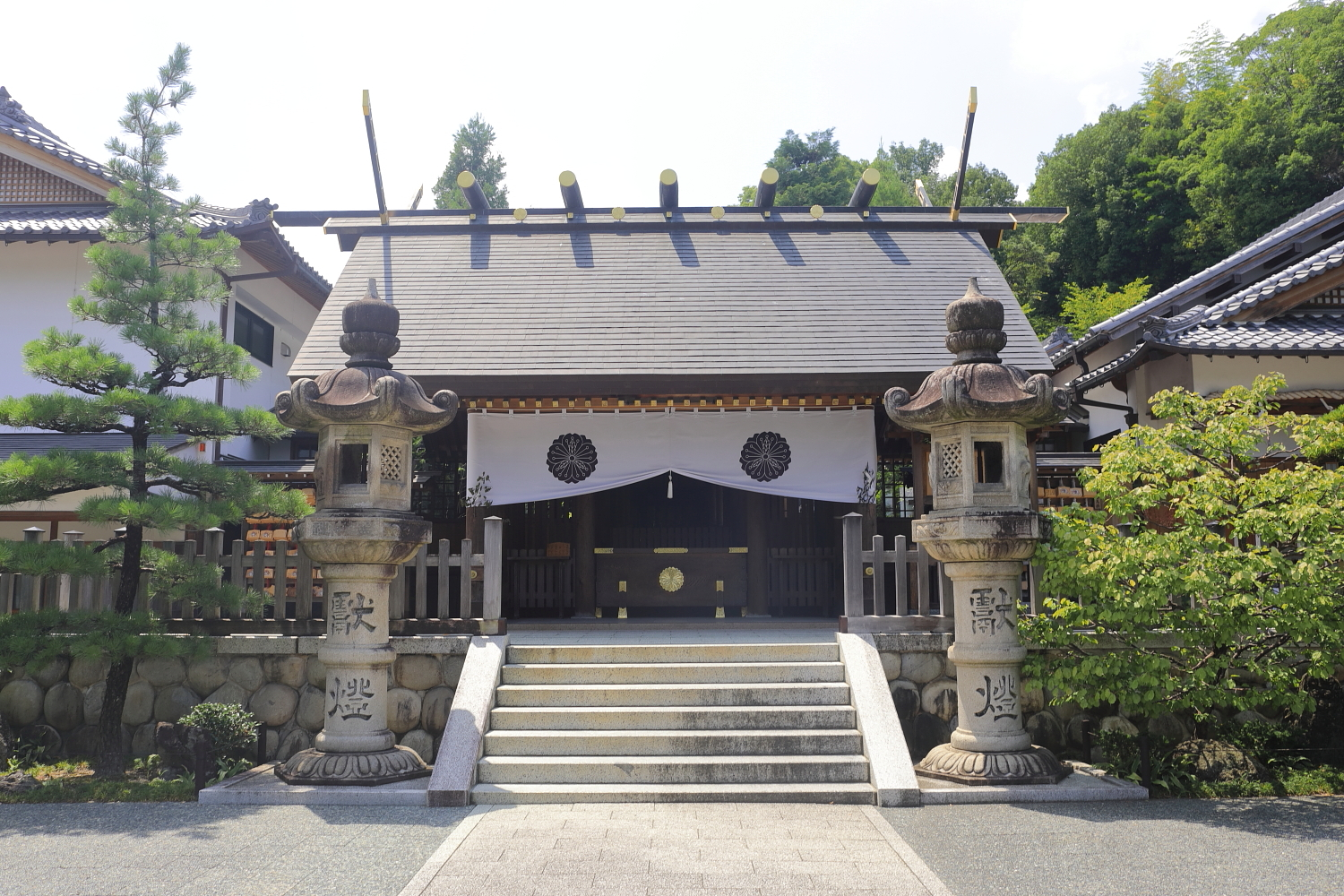
塩竃神社拝殿 （2021年（令和3年）7月）
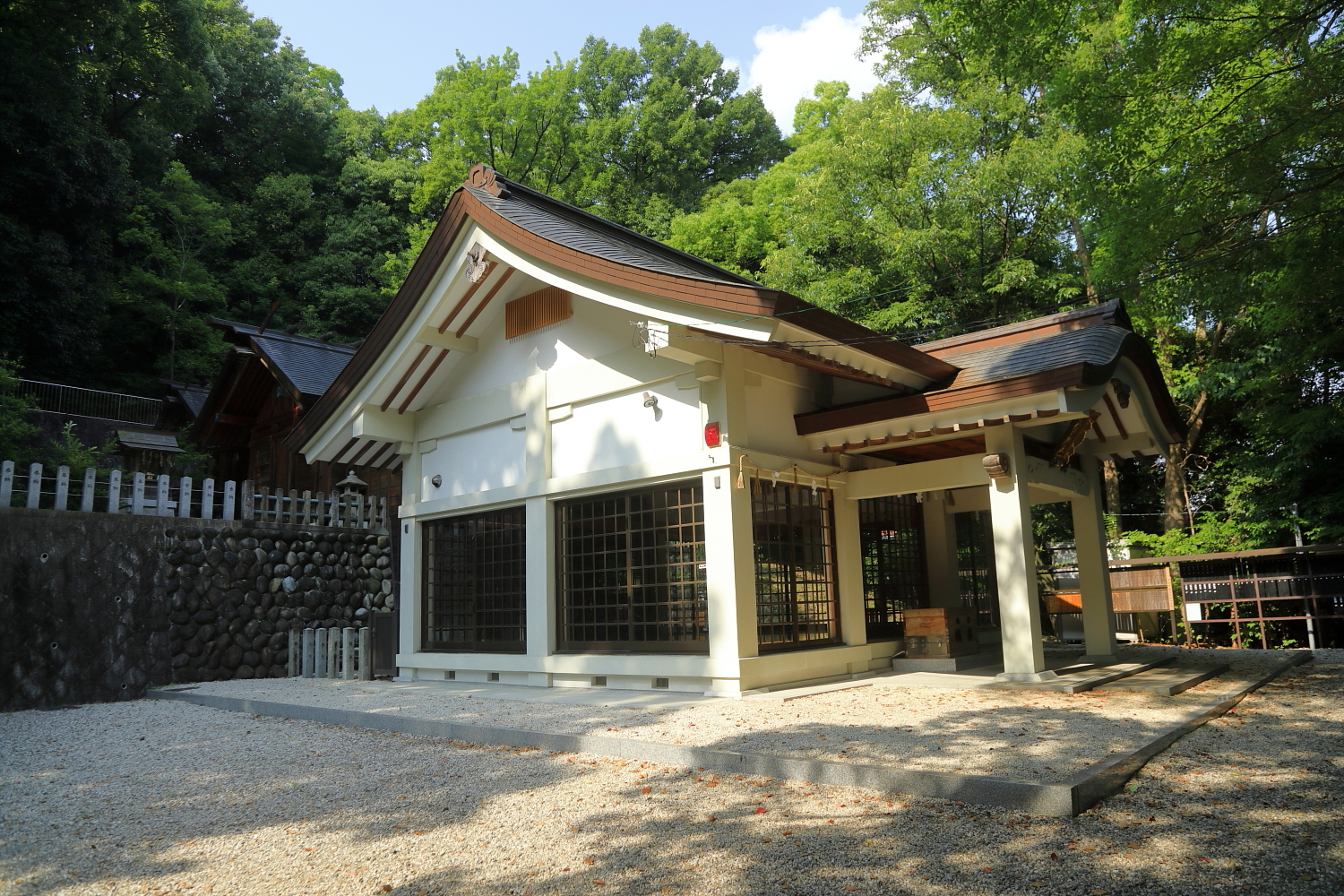
八事神社拝殿 （2021年（令和3年）6月）
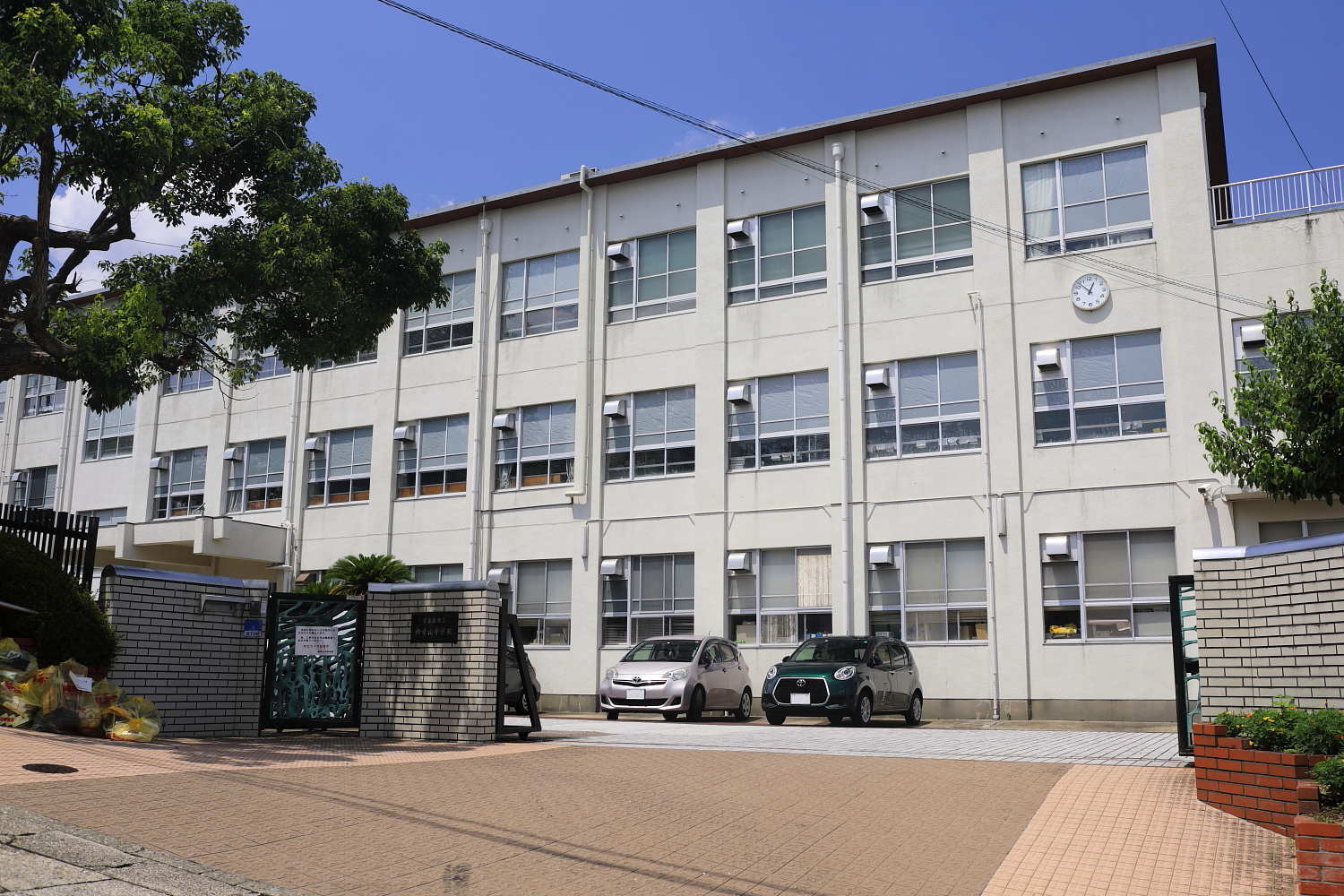
御幸山中学校正門 （2021年（令和3年）7月）
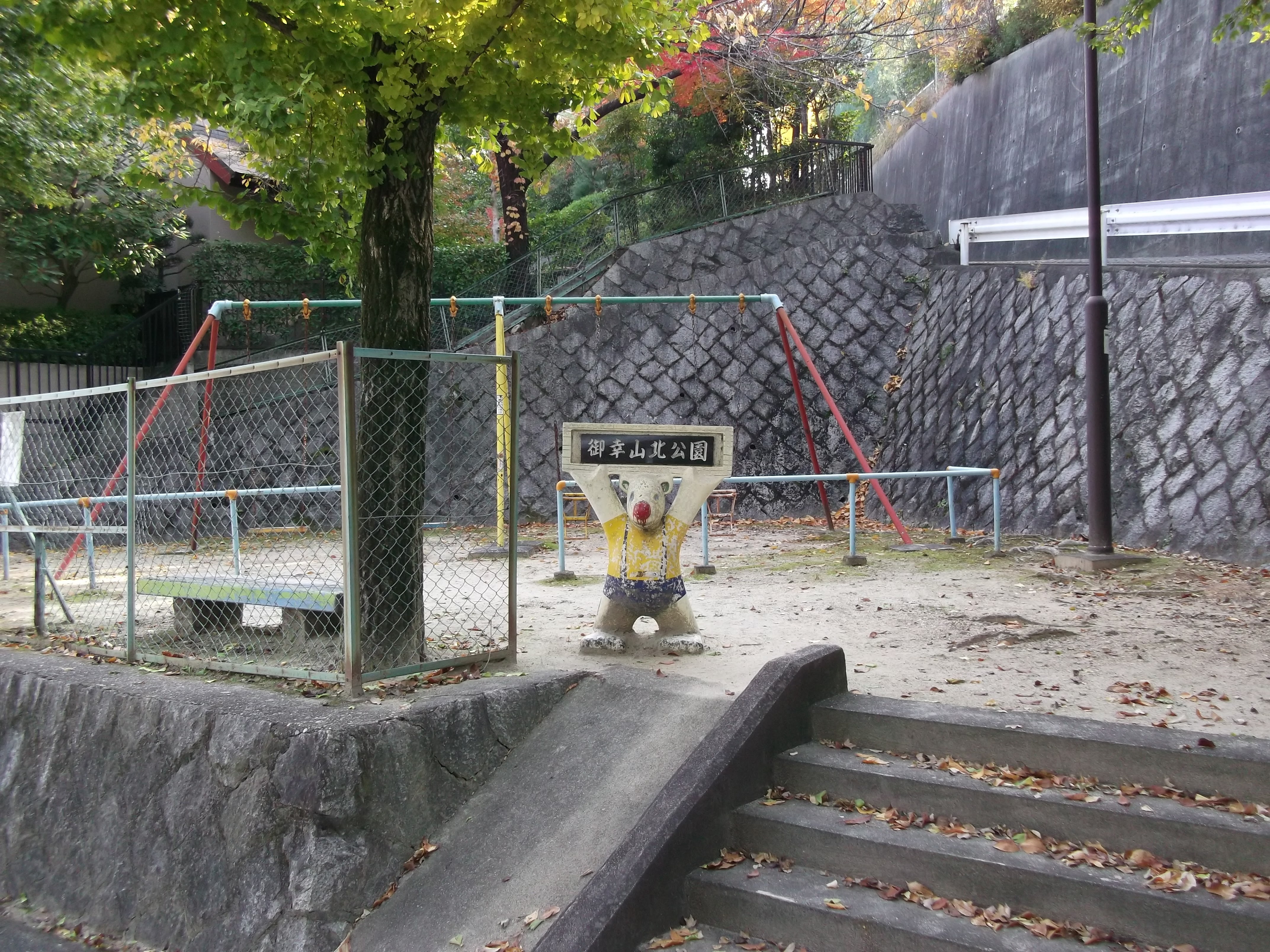
御幸山北公園 （2013年（平成25年）11月）
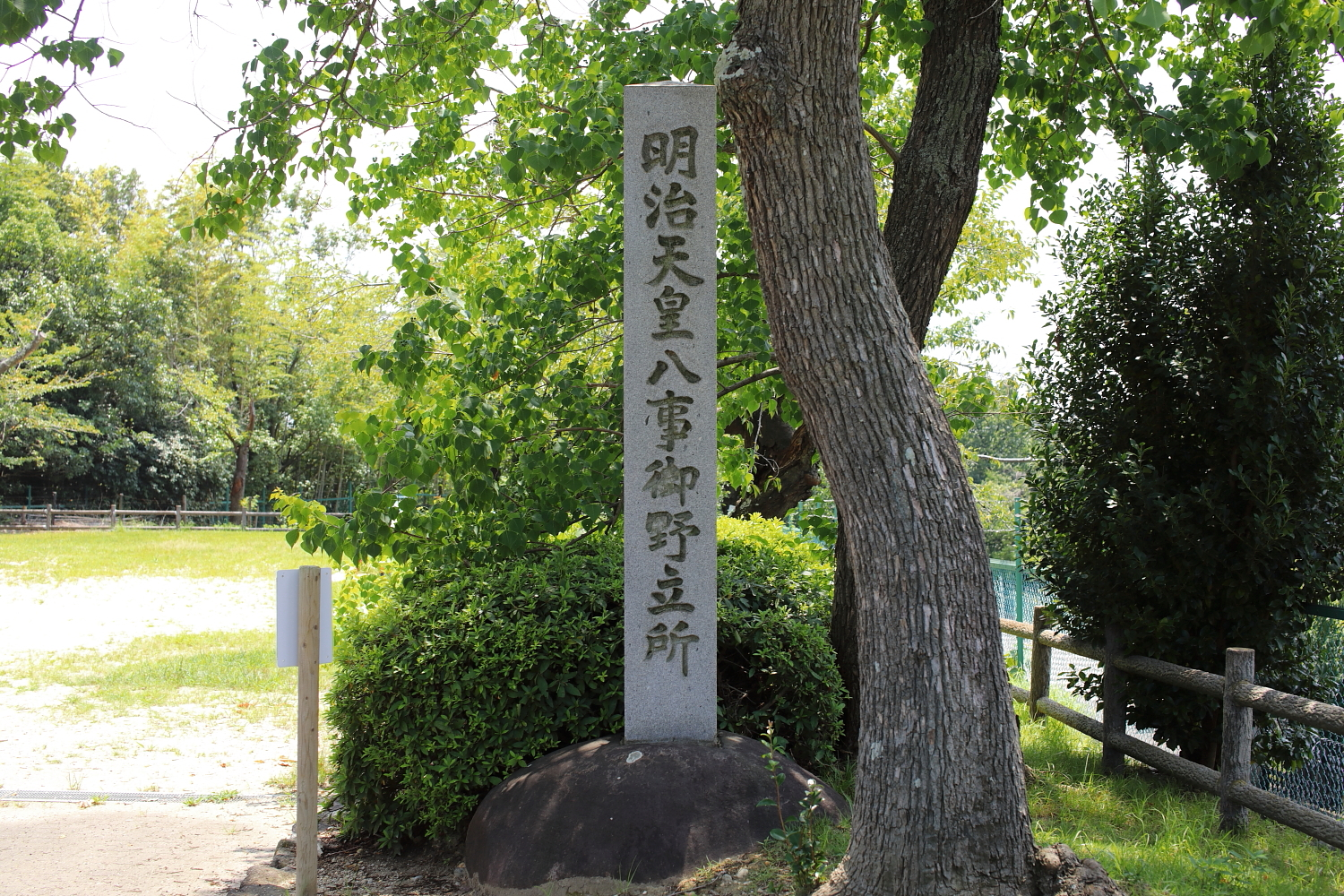
御幸山公園にある「明治天皇八事御野立所」碑 （2021年（令和3年）7月）

## その他

### 日本郵便
- 郵便番号 : 468-0075[WEB 3]（集配局：天白郵便局[WEB 13]）。

### WEB
1. ↑  “愛知県名古屋市天白区の町丁・字一覧”.   人口統計ラボ. 2017年10月7日閲覧。
2. 1 2  “町・丁目(大字)別、年齢(10歳階級)別公簿人口(全市・区別)”.   名古屋市 (2019年1月23日). 2019年1月23日閲覧。
3. 1 2  “郵便番号”.  日本郵便. 2019年2月10日閲覧。
4. ↑  “市外局番の一覧”.   総務省. 2019年1月6日閲覧。
5. ↑  名古屋市役所市民経済局地域振興部住民課町名表示係 (2015年10月21日). “天白区の町名一覧”.   名古屋市. 2017年10月7日閲覧。
6. ↑  名古屋市役所総務局企画部統計課統計係 (2005年7月1日). “（刊行物）名古屋の町(大字)・丁目別人口 (平成12年国勢調査) 天白区” (xls). 2017年10月8日閲覧。
7. ↑  名古屋市役所総務局企画部統計課統計係 (2007年6月29日). “平成17年国勢調査　名古屋の町(大字)別・年齢別人口 天白区” (xls). 2017年10月8日閲覧。
8. ↑  名古屋市役所総務局企画部統計課統計係 (2012年6月29日). “平成22年国勢調査　名古屋の町(大字)別・年齢別人口 天白区” (xls). 2017年10月8日閲覧。
9. ↑  名古屋市役所総務局企画部統計課統計係 (2017年7月7日). “平成27年国勢調査　名古屋の町(大字)別・年齢別人口” (xls). 2017年10月8日閲覧。
10. ↑  “市立小・中学校の通学区域一覧”.   名古屋市 (2018年11月10日). 2019年1月14日閲覧。
11. ↑  “平成29年度以降の愛知県公立高等学校（全日制課程）入学者選抜における通学区域並びに群及びグループ分け案について”.   愛知県教育委員会 (2015年2月16日). 2019年1月14日閲覧。
12. 1 2 3 4  “都市公園の名称、位置及び区域並びに供用開始の期日” (2019年5月1日). 2019年11月3日閲覧。
13. ↑  郵便番号簿 平成29年度版 - 日本郵便. 2019年02月10日閲覧 (PDF)

### 書籍
1. 1 2  名古屋市計画局 1992, p. 875.
2. 1 2 3 4 5  「角川日本地名大辞典」編纂委員会 1989, p. 1476.
3. 1 2  名古屋市計画局 1992, p. 694.